# Классика Брюгге — Де-Панне 2025
49-й выпуск  Классики Брюгге — Де-Панне — шоссейной однодневной велогонки по дорогам Бельгии. Гонка прошла 26 марта 2025 года в рамках Мирового тура UCI 2025 (категория 1.UWT). Победу одержал колумбийский велогонщик Хуан Себастьян Молано.

## Участники
Автоматически приглашения на гонку приняли 16 команд категории UCI WorldTeam. Также организаторы пригласили ещё 8 команд категории ProTeam. Таким образом всего в гонке приняло участие 24 команды.
| UCI WorldTeams (16)- Team Picnic-PostNL - XDS Astana Team - Lidl-Trek - Soudal Quick-Step - Arkéa-B&B Hotels - Team Visma \| Lease a Bike - Movistar Team - EF Education-EasyPost - Cofidis - UAE Team Emirates XRG - Intermarché-Wanty - Red Bull-BORA-hansgrohe - Team Jayco AlUla - Alpecin-Deceuninck - Groupama-FDJ - Bahrain-Victorious UCI ProTeams (8)- Wagner Bazin WB - Unibet Tietema Rockets - Israel-Premier Tech - Lotto - Uno-X Mobility - Team Flanders-Baloise - Team TotalEnergies - Tudor Pro Cycling Team |
| |

## Маршрут
Маршрут, по которому пройдёт бельгийская велогонка остался неизменным. Гонка прошла по традиционному маршруту, который объединяет два города, давшие название событию, через 195,6 километров пути, вновь лишённого сложных подъёмов. После 66,9 километра от старта, гонщики впервые пересекут черту промежуточного финиша, чтобы начать первый из трёх кругов финальной дистанции, протяжённостью 42,9 километра. Эта трасса характеризуется различными изменениями направления, узкими улочками, городскими препятствиями и, прежде всего, длинной прямой де Моерен. Обычно она находится под воздействием ветра, что может привести к действиям по разрыву группы, которая в противном случае имеет хорошие шансы финишировать компактно и одержать победу в спринте.

## Ход гонки
В начале дня отрыв быстро собрался вокруг Антонио Моргадо из команды UAE Team Emirates XRG, Виктора Виркуилле из Team Flanders — Baloise, Джорена Влома, Хартхийса Де Вриса из Unibet Tietema Rockets и Майкла Ламбрехта из команды Wagner Bazin WB. Они продемонстрировали впечатляющую динамику. Однако пелотон сразу же взял ситуацию под контроль, не позволяя отрыву набрать более трех минут преимущества. Этому способствовали команды Visma | Lease в Bike, Lidl-Trek и Soudal Quick-Step.
Без помощи ветра, который в прошлые годы давал возможность атаковать, гонка прошла без сюрпризов. Основная группа контролировала атакующих, а затем почти догнала почти всех из отрыва в пяти километрах от финиша. Де Врис продержался немного дольше, но ему также пришлось сдаться после возвращения основной группы. Тем временем в финале произошла быстрая серия падений, которая отрезала большую часть пелотона.
В результате получился запутанный спринт, в котором осталось очень мало гонщиков. Хуан Себастьян Молано из команды UAE Team Emirates XRG хорошо понимал ситуацию и начал решающий рывок в трехстах метрах от финиша. Он ждал чистых спринтеров, которые смотрели друг на друга, поскольку никто не хотел тратить энергию на преследование колумбийца.
В конце концов, Джонатан Милан из Lidl-Trek стартовал достаточно долго, но уже было поздно. Его спринт не смог догнать Молано, великолепного победителя гонки, которая в финале превратилась в выбывание после многочисленных падений.

## Результаты
| \| Генеральная классификация \| Генеральная классификация \| Генеральная классификация \| Генеральная классификация \| Генеральная классификация \| \| Гонщик \| Гонщик \| Команда \| Время \| \| \| ------------------------- \| ------------------------- \| ------------------------- \| ------------------------- \| ------------------------- \| \| 1-й \| Хуан Себастьян Молано \| UAE Team Emirates XRG \| 4ч 07' 23 \| \| \| 2-й \| Джонатан Милан \| Lidl-Trek \| + 0 \| \| \| 3-й \| Мадис Михкельс \| EF Education-EasyPost \| + 0 \| \| \| 4-й \| Фил Баухаус \| Bahrain Victorious \| + 0 \| \| \| 5-й \| Эрленд Бликра \| Uno-X Mobility \| + 0 \| \| \| 6-й \| Макс Кантер \| XDS Astana Team \| + 0 \| \| \| 7-й \| Алексис Ренар \| Cofidis \| + 0 \| \| \| 8-й \| Лауренц Рекс \| Intermarché-Wanty \| + 0 \| \| \| 9-й \| Дилан Груневеген \| Team Jayco AlUla \| + 0 \| \| \| 10-й \| Сэм Уэлсфорд \| Red Bull-Bora-Hansgrohe \| + 0 \| \| |                       |                         |           |
| |                       |                         |           |
| Источник: ProCyclingStats |                       |                         |           |
| Генеральная классификация |                       |                         |           |
| Гонщик | Гонщик                | Команда                 | Время     |
| 1-й | Хуан Себастьян Молано | UAE Team Emirates XRG   | 4ч 07' 23 |
| 2-й | Джонатан Милан        | Lidl-Trek               | + 0       |
| 3-й | Мадис Михкельс        | EF Education-EasyPost   | + 0       |
| 4-й | Фил Баухаус           | Bahrain Victorious      | + 0       |
| 5-й | Эрленд Бликра         | Uno-X Mobility          | + 0       |
| 6-й | Макс Кантер           | XDS Astana Team         | + 0       |
| 7-й | Алексис Ренар         | Cofidis                 | + 0       |
| 8-й | Лауренц Рекс          | Intermarché-Wanty       | + 0       |
| 9-й | Дилан Груневеген      | Team Jayco AlUla        | + 0       |
| 10-й | Сэм Уэлсфорд          | Red Bull-Bora-Hansgrohe | + 0       |